# Bawosaloo Bawoluo
Bawosaloo Bawoluo is een bestuurslaag in het regentschap Nias Selatan van de provincie Noord-Sumatra, Indonesië. Bawosaloo Bawoluo telt 846 inwoners (volkstelling 2010).